# Càl·licles de Mègara
|  | Per a altres significats, vegeu «Càl·licles (desambiguació)». |

Càl·licles de Mègara (en llatí Callicles, en grec Καλλικλῆς "Kallikles") fou un escultor de Mègara que va viure al voltant de l'any 400 aC. Era el fill de l'escultor Teòcosm.
Pausànies i Plini el Vell diuen que va esculpir les estàtues de guanyadors als Jocs Olímpics i les d'alguns filòsofs.